# Wörlitzi park
A wörlitzi park, a dessau–wörlitzi kertbirodalom része, az Elba egyik mellékága mentén helyezkedik el 112,5 hektárnyi területen, közvetlenül Wörlitz német város szomszédságában.

## Története
A park létrehozója III. Lipót Frigyes Ferenc anhalt–dessaui herceg volt, a felvilágosodás eszményeinek híve. Az építkezés 1769 és 1773 között, a bővítési munkák 1813-ig tartottak. Ez volt Németországban az első és legnagyobb angol stílusú park, amelynek ugyanakkor egyik funkciója az építészeti, kertépítészeti és mezőgazdasági képzés volt. A herceg szándékai szerint a kert kialakításánál a következő szempontokat kellett figyelembe venni:
- az alattvalók képzése kötelesség,
- a középpontba az embert kell állítani,
- a lenyűgözésen túl gyakorlati haszna is legyen.

Ennek megfelelően akkoriban a park, az összes épület és a kastély együtt bárki számára megtekinthető volt, a Szürke Ház és a Rózsasziget kivételével, amelyek a herceg feleségének, Lujza brandenburg–schwedti hercegnőnek szolgáltak pihenőhelyül.
A park építményeit döntő részben Friedrich Wilhelm von Erdmannsdorff (1736–1800) építész tervezte. A kert kialakítása Johann Friedrich Eyserbeck udvari kertész műve.

## Részei
A parkot majdnem kizárólag természetes elemek határolják. Északon egy töltés választja el az Elbától. Ugyanakkor sétaútként is használható, és magasított pontjából jó rálátás nyílik a kastélyra.

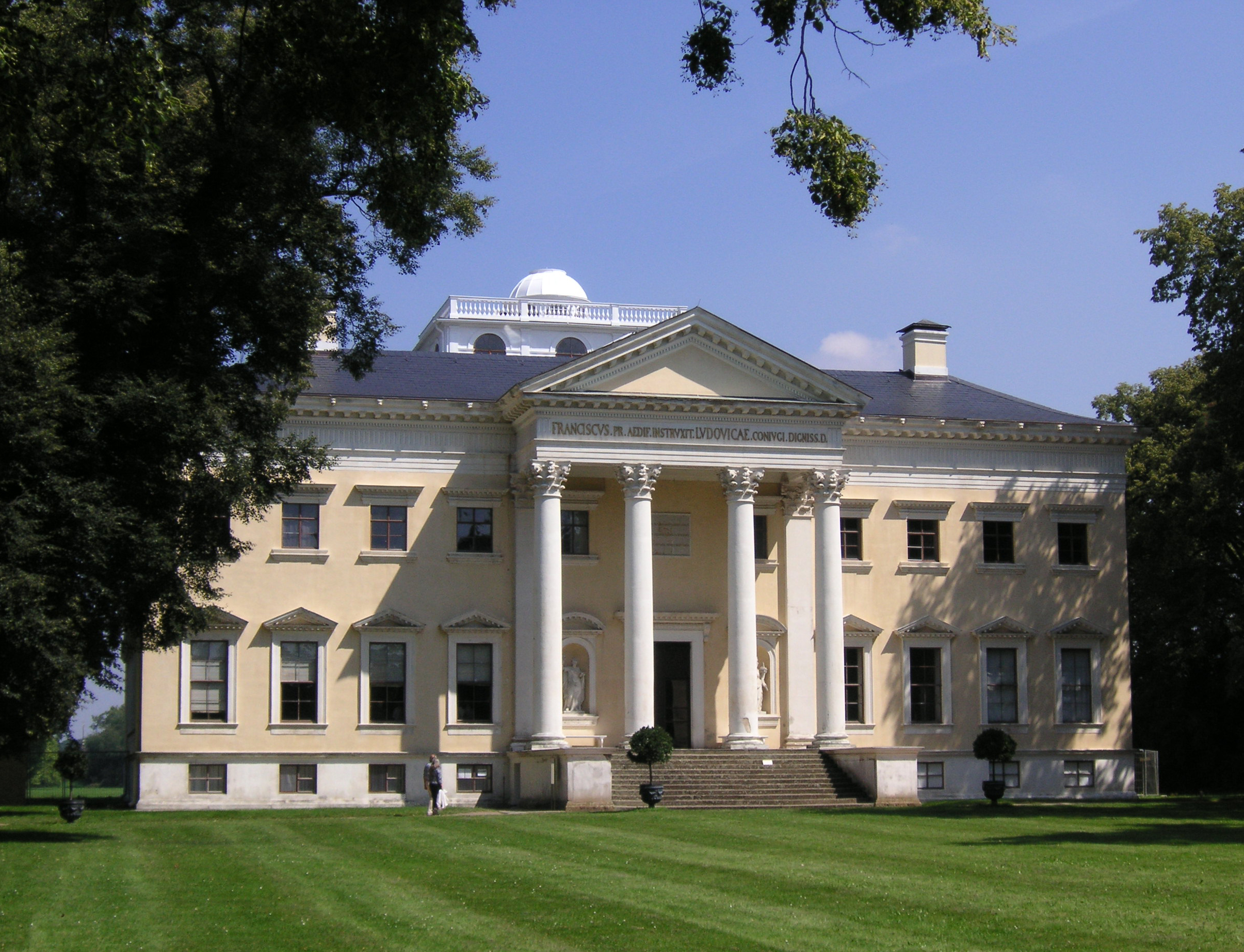
A kastély

A kastély az egyik legkorábbi Anglián kívüli klasszicista épület. Friedrich Wilhelm von Erdmannsdorff 1769 és 1773 között építette a friss házas hercegi pár számára. A főépületben a belső udvar körül helyezkedik el az előcsarnok, tíz szoba és két terem. A kastély mellett 1770 és 1772 között készült el az onnan föld alatti folyosón át megközelíthető konyhaépület (ma étterem) és gazdasági épület.
A konyhával szemben található a Szürke ház. Mivel a park és a kastély a megépítésétől kezdve látogatható volt, a hercegnő azt tartotta fenn magánterületként.

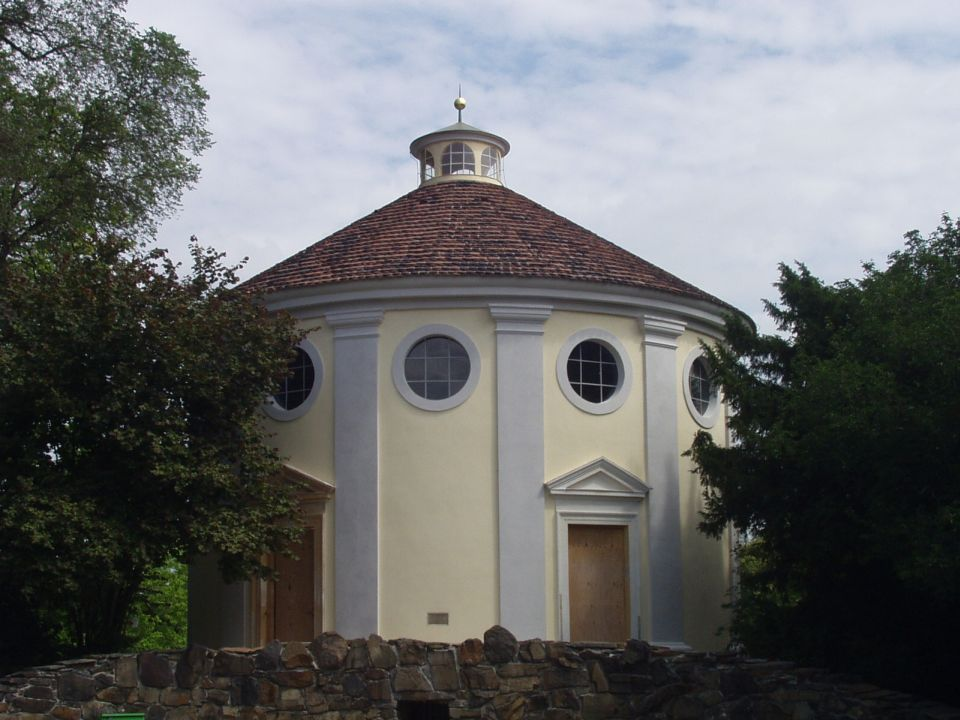
A zsinagóga

A kastélykert keleti végén egy zsinagóga van. Az 1789–1790-ben épült zsidó imaház Lipót herceg toleráns politikáját fejezte ki. Mintául a római Vesta-templom szolgált. Alatta rituális fürdő is található. Az épület belső berendezését 1938-ban a kristályéjszakán elpusztították, maga az építmény az akkori kertigazgató, Hans Hallervorden erélyes fellépésének köszönhetően megmaradt, noha ez az állásába került. Az épület belsejében az anhalti zsidóság történetét bemutató kiállítás kapott helyet.
A 12. század végén román stílusban épült templomot 1804 és 1809 között neogótikus stílusban átépítették. A 66 méter magas toronyból gyönyörű kilátás nyílik a parkra és a környező tájra.
A Neumark-kert az egyik hajdani híres főkertész, Johann Christian Neumark nevét viseli. Itt található az élet tévútjait jelképzető labirintus, a Rousseau-sziget és a Rózsák szigete.
A Schoch-kert a másik híres főkertészről, Johann Leopold Ludwig Schochról kapta a nevét. Többek között itt van a gótikus ház és a fehér híd.

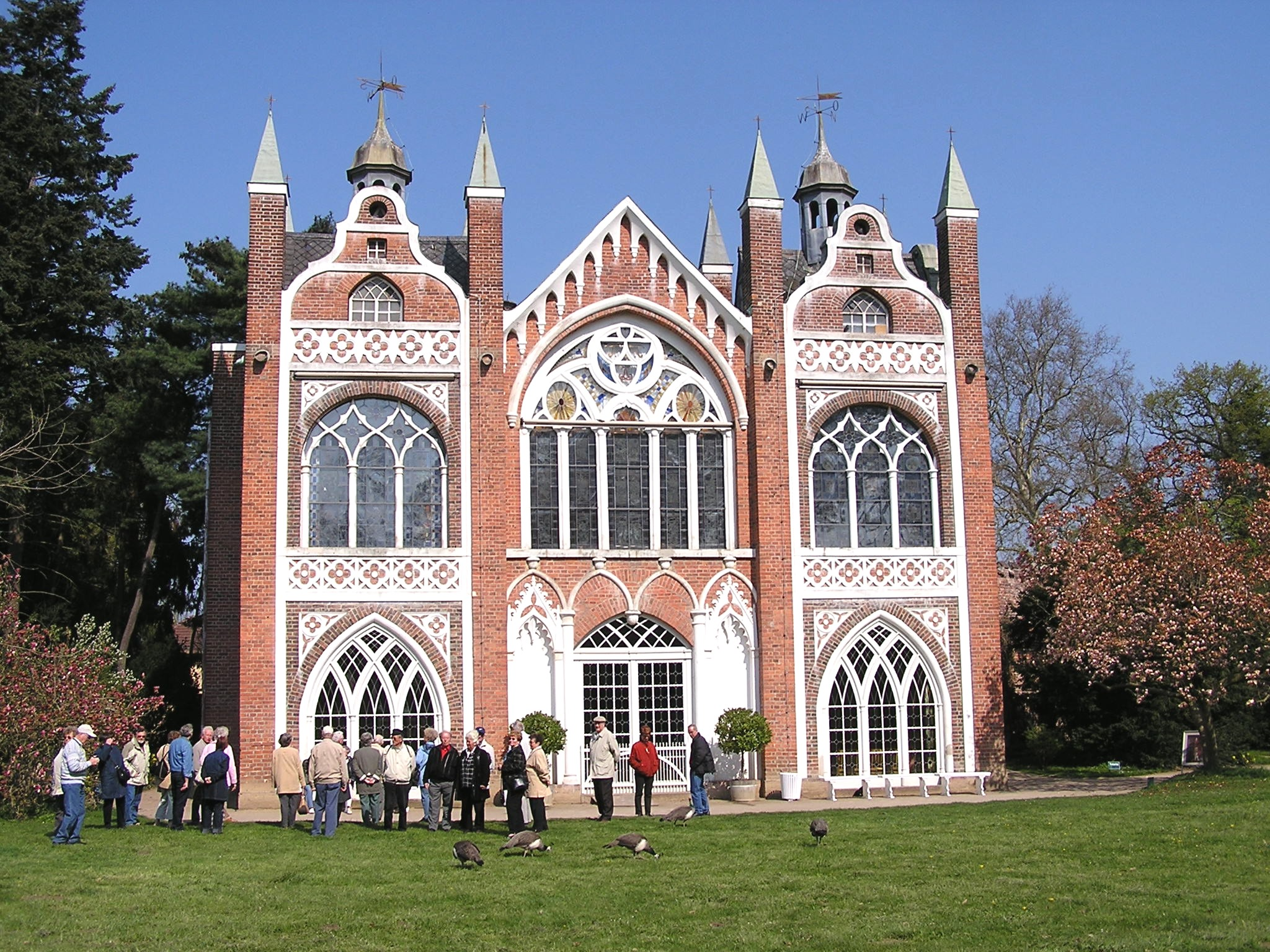
Schoch-kert: A gótikus ház előnézetből

A gótikus ház 1773–1813 között Erdmannsdorff és Georg Christoph Hesekiel tervei alapján épült. Mintául az angol Strawberry Hill szolgált, amelyet Lipót herceg utazásai során látott. A ház különlegessége a két eltérő homlokzat. Az egyik egy velencei templomot formáz (Madonna dell'Orto in Sestiere Cannaregio), a másik Tudor-stílusú. Mindkét homlokzat jól látható a park különböző kilátóhelyeiről, így a látogatónak az a benyomása támad, mintha két különböző épületet látna. Az emeleten volt a herceg lakása és múzeuma. A földszintet különböző módon hasznosították, egy ideig Schoch lakott benne.
A romantikus rész, más néven sziklás rész az 1780-as és 1790-es években keletkezett. Kis, alagútszerű folyosók vezetnek az egymástól elkülönített helyszínekhez (a remeték imahelye és lakhelye, elíziumi mezők, az 1794–98 épült Lujza-szikla, a Vénusz-templom alatti barlang). A folyosók annyira zegzugosak, hogy nem lehet a végüket látni, amely mintha a bizonytalan sötétségbe veszne. A sziklára egy középkori formájú szoba épült, amelybe rejtekajtón át lehet bejutni.

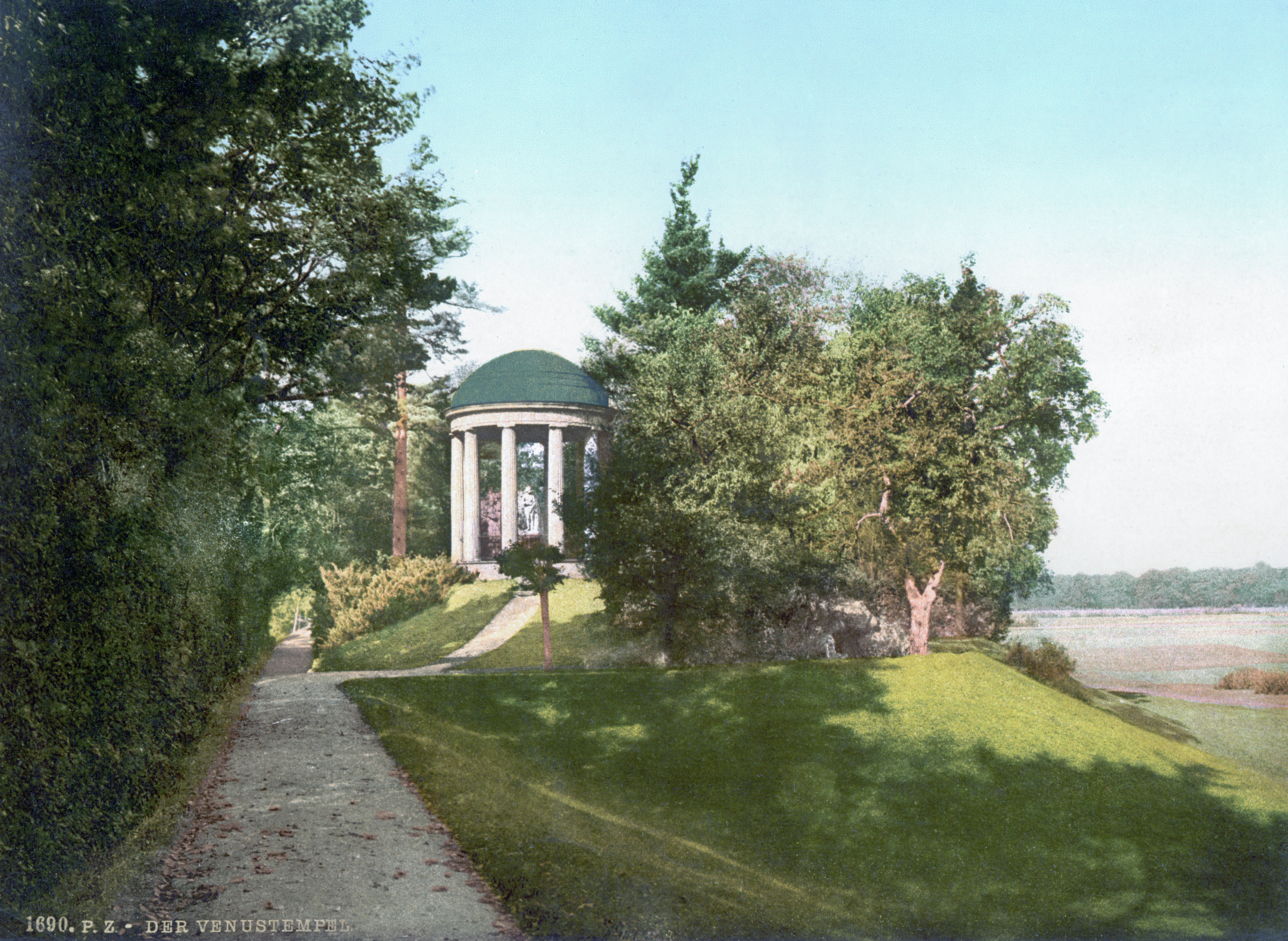
A Vénusz-templom 1900 körül

A mai Vénusz-templom dórikus monopterosza középpontjában a Medici Vénusz szobra áll. A templom alatti barlang a padlózat színes üvegén át kapja a világítást.
A park legújabb része az 1790-es években az Elba mentén, a keleti részen készült. Mivel ez a rész nagyméretű mezőgazdasági területeket foglal magába, az új épületek sokkal nagyvonalúbbak, mint a régebbi parkrészbeliek. Legtöbbjük olyan műemlékeket idéz, amelyeket a herceg tanulmányútjai során látott.
A Pantheon a római Pantheon mintájára épült, 1795-ben, Erdmannsdorff tervei alapján. Egy kanyargós járat vezet le az alagsorba, ahol Anubiszt, Oziriszt és Harpokratészt ábrázoló domborművek láthatóak, valamint egy Ízisz-szobor, Friedrich Wilhelm Eugen Doell (1750–1816) alkotásai. A földszinten Apollón és a kilenc múzsa Itáliából hozatott antik szobra áll. Az emeleten korábban a herceg antik gyűjteménye kapott helyet.

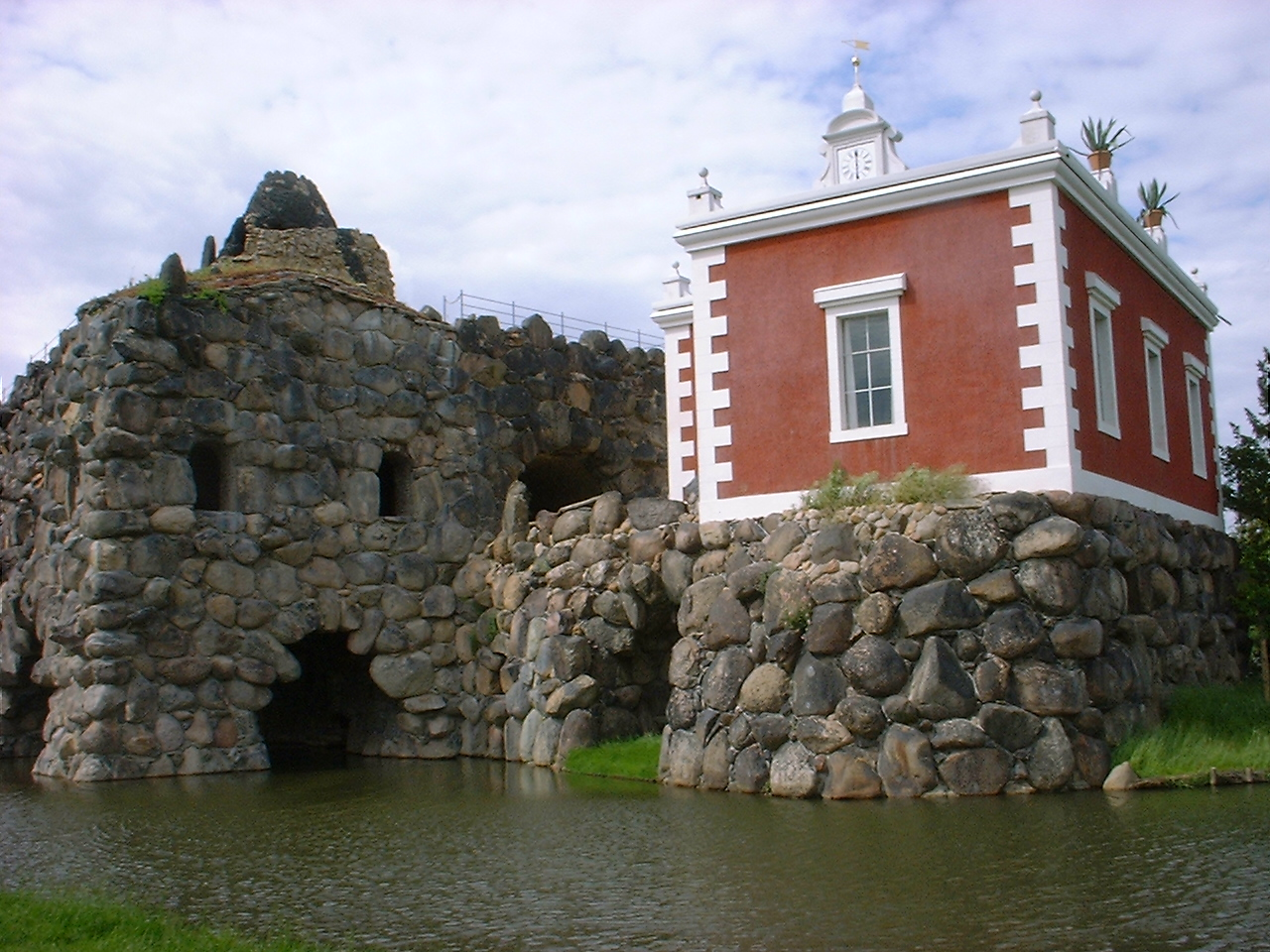
A Hamilton-villa a sziklaszigeten

A sziklasziget III. Lipót herceg tervei alapján készült 1788 és 1794 között, a herceg nápolyi és szicilíai utazására emlékeztetve. A mesterséges szigeten szirtek és barlangok találhatóak, valamint az Éj temploma, egy kolumbárium, egy amfiteátrum, a Hamilton-villa, és az egésznek a csúcspontja egy mesterséges tűzhányó, amely a herceg kerti ünnepélyein tüzet okádott. 2005-ben illetve 2006-ban újra lejátszottak itt egy vulkánkitörést.
A Hamilton-villa a sziklaszigeten, a mesterséges vulkán lábánál helyezkedik el. A herceg ezt annak a barátságnak a tiszteletére emelte, amely az angol geológushoz, Sir William Hamiltonhoz fűzte. (Ő volt a herceg vendéglátója a nápolyi és szicíliai utazás során). A háromszobás villa Hamilton lakóházának mintájára épült.
A park délnyugati részén egy mesterséges rom áll boltíves térben, Egeria nimfa szobrával. Ennek a mintája Rómában, a Via Appián, a Porta Capena közelében áll.
Összesen 17 híd található a parkban, mindegyik más-más stílusban és más jelentéssel.

## Fordítás
- Ez a szócikk részben vagy egészben  a   Wörlitzer Park című német Wikipédia-szócikk ezen változatának fordításán alapul.  Az eredeti cikk szerkesztőit annak laptörténete sorolja fel. Ez a jelzés csupán a megfogalmazás eredetét és a szerzői jogokat jelzi, nem szolgál a cikkben szereplő információk forrásmegjelöléseként.

## Külső hivatkozások
- Dessau-Wörlitz Kulturális Alapítvány
- A park honlapja